# Applus+
Applus+ és una empresa dedicada a la inspecció, assaig i certificació de productes i actius per garantir que compleixin les normes i reglaments mediambientals, de qualitat, salut i seguretat. Compta amb 20.000 empleats i una xarxa de més de 350 oficines i laboratoris amb presència en més de 70 països de tots els continents.

## Història
El 1996 neix Agbar Automotive com a diversificació del Grup Aigües de Barcelona en el negoci de la Inspecció Tècnica de Vehicles (ITV). Quatre anys més tard, l'empresa s'introdueix als EUA a través de la compra de Keating, empresa capdavantera de control d'emissions de vehicles. Durant aquest temps se li dona la concessió de Idiada (Institut d'Investigació Aplicada de l'Automòbil), que compta amb instal·lacions de primer nivell i un equip d'experts en disseny, assaig, enginyeria i homologació per a la indústria de l'automòbil internacional. El 2002 es defineix el posicionament estratègic de la companyia i es llança la marca Applus+ a escala global, aconseguint en 2003 la gestió del LGAI (Laboratori General d'Assaigs i Investigacions) com a base per a la seva expansió tecnològica i internacional en el negoci de l'assaig i la certificació.
El 2004, Applus+ compra la divisió de Qualitat i Medi Ambient de SOLUZIONA (Norcontrol i Novotec) convertint-se en la companyia més gran d'inspecció industrial i mediambiental i assistència tècnica d'Espanya.
Dos anys més tard, Applus+ aconsegueix augmentar la seva presència internacional en més de 40 països, adquirint el grup holandès Röntgen Technische Dienst (RTD), capdavanter en assajos no destructius i inspecció per a la indústria petroliera i del gas a Europa, i aconsegueix posicionar-se com a líder en serveis d'assajos per a la indústria petroliera i del gas. També adquireix K1, el segon operador d'inspecció de vehicles a Finlàndia. K1 realitza el 20% d'inspeccions al país.
El 2007 The Carlyle Group es converteix en el principal accionista de Applus+, amb més del 70% de participació en el grup. Aquest mateix any, Applus+ aconsegueix una xarxa de 45 estacions a través de diferents adquisicions d'operadors d'ITV a Finlàndia, i d'aquesta manera es confirma com a segon operador del país. El 2009, se'ls concedeix el 100% de les ITV a Irlanda (National Car Testing). El NCT va realitzar entorn d'1,4 milions d'inspeccions de vehicles a l'any en 46 estacions per tot el país. En 2011 adquireix dues empreses més: l'empresa alemanya BKW que ofereix serveis d'assajos i caracterització de materials per a la indústria aeronàutica europea, i malaia Velosi, multinacional de serveis d'inspecció, certificació, assajos i serveis de selecció de personal per a la indústria petroliera i del gas. D'aquesta manera consolida la seva posició de lideratge global en el sector.
El 2012 l'empresa reforça la seva posició a Australàsia amb l'adquisició de la companyia australiana John Davidson and Associates (JDA), multinacional de referència en serveis d'inspecció a la regió d'Àsia-Pacífic.
Applus+ comença a cotitzar a la Borsa de Madrid des de maig de 2014.
L'any 2017, Applus+ adquireix diverses companyies, entre elles, Inversions Finisterre (amb presència a Espanya i Costa Rica), Emilab (Itàlia) i AC6 (Espanya).
També el 2017 Applus+ trasllada la seva seu a Madrid en el context del referèndum d'autodeterminació de Catalunya.

## Divisions

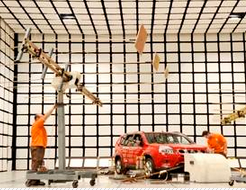
Assajos de compatibilitat electromagnètica de vehicle complet en càmera semi-anecoica.

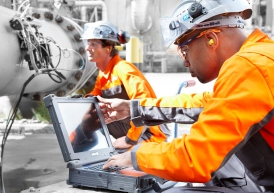
Assajos amb corrents induïts

Applus+ ofereix els seus serveis especialitzats a través de 4 divisions:
- Applus+ Automotive: És el segon operador del món en nombre inspeccionis tècniques de vehicles i el líder a Espanya. Realitza més de 17 milions d'inspeccions a l'any a Europa, Amèrica del Nord i Amèrica Llatina comptant aquesta divisió amb un equip de 4400 empleats.[9]
- Applus+ IDIADA: Soci internacional de la indústria de l'automòbil. És l'antic Institut d'Investigació Aplicada de l'Automòbil de la Generalitat de Catalunya. Ofereix serveis en disseny, assaig, enginyeria i certificació per a la indústria de l'automòbil a tot el món. Compta amb 2.400 empleats i té presència a 25 països.[9]
- Applus+ Laboratories: coneguda anteriorment com a Applus+ LGAI, és hereva del Laboratori General d'Assaigs i Investigacions de la Generalitat de Catalunya. Actualment, és especialista en el desenvolupament de solucions tècniques per millorar la competitivitat dels productes i fomentar la innovació. La seva experiència en assaig i els seus laboratoris capdavanters li permeten intervenir en tota la cadena de valor dels productes mitjançant serveis d'assaig, desenvolupament de producte, control de qualitat i certificació. Compta amb 800 empleats i té presència a Europa, Àsia i Amèrica.
- Applus+ Energy & Industry: Dona serveis d'assajos no destructius, inspecció, supervisió i control de qualitat, gestió de projectes, control de proveïdors, certificació, integritat d'actius i provisió de personal tècnic qualificat. Té 13.100 treballadors a més de 60 països.